# Spilosoma alikangensis
Spilosoma alikangensis är en fjärilsart som beskrevs av Embrik Strand 1915. Spilosoma alikangensis ingår i släktet Spilosoma och familjen björnspinnare. Inga underarter finns listade i Catalogue of Life.